# 駒の町
駒の町（こまのちょう）は、兵庫県宝塚市の町名。

## 概要
駒の町は宝塚市の南部に位置しており、元々良元村の一部だったが、1954年に宝塚市と合併したため、同市の一部となった。

## 世帯数と人口
2024年（令和6年）12月末現在の世帯数と人口は以下の通りである。
|        | 世帯数 | 人口 | 男性 | 女性 |
| ------ | ------ | ---- | ---- | ---- |
| 駒の町 | 23世帯 | 51人 | 28人 | 23人 |

## 交通
鉄道駅はない。
バス
- <91系統>武庫川新橋線 - 駒の町 [4]
- <35系統・36系統>武庫川線 - 競馬場[5]

道路
- 県道337号線

## 施設
- 阪神競馬場(右・外回りコースのみ新明和町)[6]
  - 阪神競馬場公園地区
  - セントウルガーデン・噴水公園

## その他
郵便番号 665-0053